# Aurelia
Aurelia – imię żeńskie pochodzące od nazwy rzymskiego rodu Aurelia, która z kolei pochodzi od łac. aureolus – „złocisty, złoty”, co mogło znaczyć także „wspaniały”. Imię to posiada licznych świętych patronów. 
Aurelia imieniny obchodzi: 25 września, 16 października, 25 listopada i 2 grudnia.
Odpowiedniki w innych językach:
- węgierski – Aurélia, Aranka
- angielski – Aurelie, Aurelia
- francuski – Aurelie
- hiszpański – Aurelia

Męskie odpowiedniki: Aureliusz, Aureli.

## Imienniczki
- Aranka Kiszyna – adwokat, doktor prawa
- Aurelia Kotta – matka Juliusza Cezara
- Aurelia Trywiańska – polska lekkoatletka
- Aurelia z Anagni – święta Kościoła katolickiego
- Aurelia Arambarri Fuente – błogosławiona Kościoła katolickiego

Postacie fikcyjne noszące imię Aurelia
- Aurelia Jedwabińska – bohaterka powieści młodzieżowej Opium w rosole z cyklu Jeżycjada Małgorzaty Musierowicz